# Saint-Georges (Quebec)
Saint-Georges é uma cidade da Conselho Municipal Regional de Beauce-Sartigan em Quebec (Canadá), localizada na região administrativa de Chaudière-Appalaches. É denominado em honra de George Pozer.
A cidade está situada às margens do rio Chaudière à cem quilômetros ao sul da Cidade de Quebec e cerca de 50 km da fronteira do Maine, nos Estados Unidos.
A sua história remonta ao  domínio francês quando foram concedidas as senhorias de Aubert-Gallion e de Aubin de l'Isle.
Saint-Georges acolheu os Jogos do Quebec no Inverno de 1974 e no verão 1979. É a maior cidade em população de Beauce (cerca de 30.000 habitantes em 2007) e é também a capital do MRC Beauce-Sartigan.
É hoje um importante centro industrial e comercial no sul do Quebec. Um projecto de estrada ligando a cidade à Quebec está prestes a ser realizado depois de muitos anos: A Auto-estrada 73.

## Personalidades famosas

### Artes
- Músicos e cantores: Clermont Pepin, Amelie Veille, os grupos de rock Black Silence e Falling Apart.
- Atores: Jean Maheux, Helen Gregory.

### Esportes
- Jesse Belanger
- Mathieu Roy

## Cultura

### Imprensa
- L'Éclaireur-Progrès, o jornal semanal de Beauce.

### Radios
- Mix 99,7
- Cool FM 103,3

## Equipes esportivas
- CRS Express de Saint-Georges, equipe de hockey sobre o gelo.
- Condors de Beauce-Appalaches, equipe de futebol americano colegial